# Robert Eid
 (décembre 2010).
Si vous disposez d'ouvrages ou d'articles de référence ou si vous connaissez des sites web de qualité traitant du thème abordé ici, merci de compléter l'article en donnant les références utiles à sa vérifiabilité et en les liant à la section « Notes et références ».
Robert Eid, né en 1967 à Beyrouth, est un réalisateur franco-libanais. il est l'auteur de films documentaires  et fictions sur la mémoire d'après-guerre au Liban (Printemps de Beyrouth mythe ou réalité? , Portraits d'une mémoire effacée) et des thèmes en rapport avec le mal-être (Seventeen, Slam/délivrance) et la dépendance des jeunes dans la société (Beer, Première cigarette). 
En novembre 2010, il devient docteur en histoire à l'Université Paris III (Sorbonne Nouvelle) pour sa thèse Le cinéma libanais d'après-guerre : construction de mémoire et recomposition identitaire. Il a écrit plusieurs articles sur des sujets divers et donne régulièrement des stages sur la lecture de l'image. 
Il est aussi l'auteur de Sectes et nouvelles spiritualités (2001, Editions Dar El machreq, Beyrouth).

## Parcours académique
- Docteur en Histoire - Paris III - thèse "Le cinéma libanais d'après guerre: Construction de mémoire et recomposition identitaire"[5]
- DEA en sociologie du cinéma - Paris III - thème : le cinéma libanais d'après-guerre, mémoire et identité - 2003
- Master 1 en théologie catholique - Université Marc Bloch - Strasbourg - 2004
- Diplôme en Audiovisuel- IESAV- Université Saint-Joseph- Liban- 1994
- Master 1  en philosophie - FLSH - Université Saint-Joseph -Liban - 2002
- Master 1 en lettres française – Université libanaise - 1991

## Filmographie
- 1994 : La Source court métrage fiction 32 min
- 1997 : Jad et Sara court métrage fiction  10 min
- 1996-1997 : Iftahli albak 22 émissions docu-drame (reality show)
- 1999 : Les travailleurs immigrés au Liban (documentaire) 52 min
- 1998 : Noël à Khartoum spectacle vivant pour la télé soudanaise 120 min
- 1999- : La joie dans l'instabilité documentaire sur les réfugiés au Soudan 26 min
- 2000 : Les Jésuites au Proche-Orient (documentaire) 26 min
- 2002 : Emmanuel (documentaire) 26 min
- 2002 : Première Cigarette Court métrage fiction sur la toxicomanie 26 min[6]
- 2004 : BEER Documentaire sur l'abus d'alcool 26 min
- 2006 : Le printemps de Beyrouth Mythe ou réalité ? (documentaire) 26 min[7]
- 2006 : SevenTeen Court métrage Fiction 26 min
- 2006 : Témoignage d'une vie assumée (documentaire) 20 min
- 2007 : Slam/délivrance  documentaire 30 min
- 2007 : Rêves du Liban documentaire 26 min
- 2008 : BASM, cache-cache avec la mort (documentaire) 52 min
- 2008 : Portraits d'une mémoire effacée (documentaire)  52 min
- 2010 : Amchit la fin d'une génération de pêcheurs (documentaire) 52 min